# پاسانا
پاسانا (به ایتالیایی: Paesana) یک کومونه در ایتالیا است که در استان کونیو واقع شده‌است. پاسانا ۵۸٫۱ کیلومتر مربع مساحت و ۳٬۰۲۷ نفر جمعیت دارد و ۶۵۰ متر بالاتر از سطح دریا واقع شده‌است.